# サルマキス

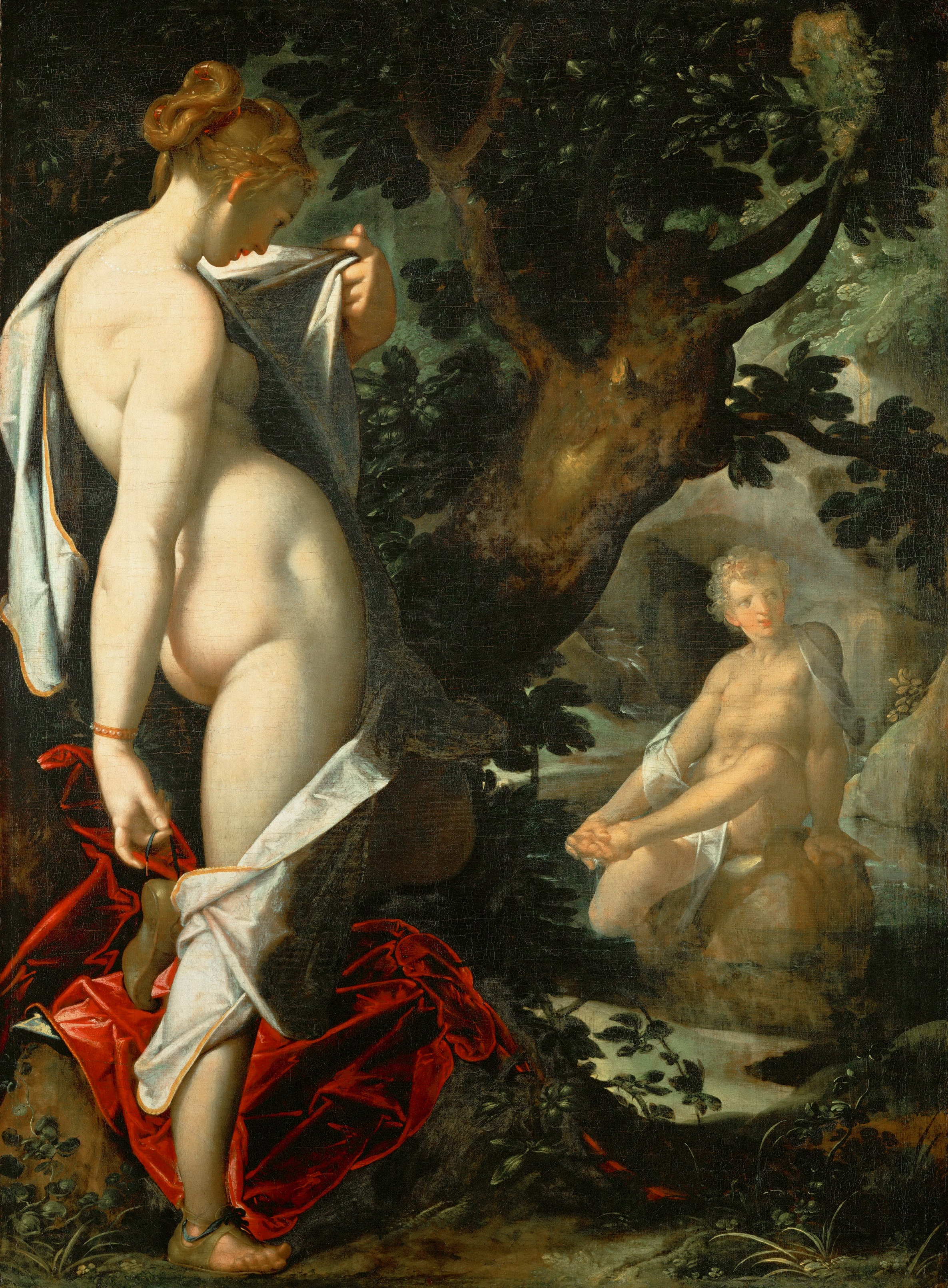
バロトロメウス・スプランガー（Bartholomeus Spranger）『サルマキスとヘルマプロディートス』 (1580年頃)

サルマキス（古希: Σάλμακις, Salmakis）は、ギリシア神話に登場する泉の精ナーイアスの1人。
その水を飲むと同性に惹かれるようになってしまう泉に住む。
ヘルメースを父に、アプロディーテーを母に生まれた美少年だったヘルマプロディートスを水浴びのさなかに強姦し、彼と文字通りに一つに合体して、両性具有者となった。